# Partia Katolicka (Indonezja)
Partia Katolicka (indonez. Partai Katolik) – założona w 1945 roku przez Kasimo, partia polityczna zrzeszająca indonezyjskich katolików. W marcu 1970 roku, pomimo poparcia dla reżimu gen. Suharto, ugrupowanie wraz z Indonezyjską Partią Narodową, Ligą Zwolenników Niepodległości Indonezji, Indonezyjską Partią Chrześcijańską oraz Partią Murba weszło w skład koalicji - Demokratycznej Grupy Rozwoju (Kelompok Persatuan Pembangunan). Trzy lata później, koalicja utworzyła Zjednoczoną Partię na rzecz Rozwoju. 

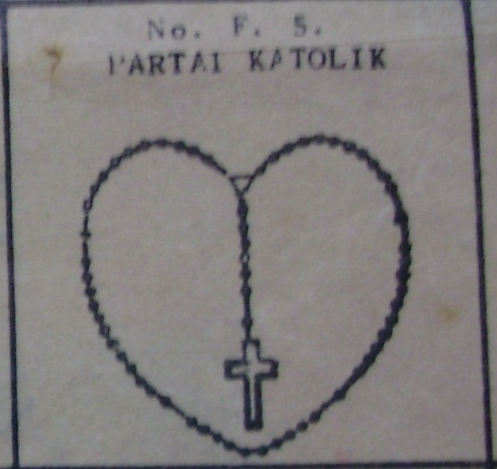
Logo ugrupowania na karcie do głosowania z 1955 roku

Od 1965 r. partia współuczestniczyła w utworzeniu ogólnokrajowego dziennika katolickiego – Kompas.